# 卡洛塔·吉利
卡洛塔·吉利（義大利語：Carlotta Gilli，2001年1月13日—），意大利女子游泳运动员。她曾代表意大利参加2020年夏季残疾人奥林匹克运动会游泳比赛，获得二枚金牌、二枚银牌和一枚铜牌。